# Кувакино (Краснокамский район)
Кувакино (баш. Кувакин) — деревня в Краснокамском районе Республики Башкортостан Российской Федерации. Входит в состав Никольского сельсовета.  Проживают марийцы.

## География
По деревне протекает водоток, запруженный на западной окраине.

### Географическое положение
Расстояние до:
- районного центра (Николо-Берёзовка): 25 км,
- центра сельсовета (Никольское): 4 км,
- ближайшей ж/д станции (Карманово): 11 км.

## Население
| 2002 | 2009 | 2010 |
| ---- | ---- | ---- |
| 145  | ↗241 | ↘202 |

### Национальный состав
Согласно переписи 2002 года, преобладающая национальность — марийцы (85 %).

## Инфраструктура
Личное подсобное хозяйство.
Основа экономики — сельское хозяйство.

## Транспорт
Деревня доступна автотранспортом по региональной автодороге 80К-014. Остановка общественного транспорта «Кувакино». 